# Methia falli
Methia falli är en skalbaggsart som beskrevs av Martin 1920. Methia falli ingår i släktet Methia och familjen långhorningar. Inga underarter finns listade i Catalogue of Life.